# قازانتشاي (أوجان الغربي)
قازانتشاي (بالفارسية: قازانچای) هي مستوطنة تقع في إيران في قسم أوجان الغربي الريفي. يقدر عدد سكانها بـ 414 نسمة .